# Kennedybrücke und Sturmflutsperrwerk

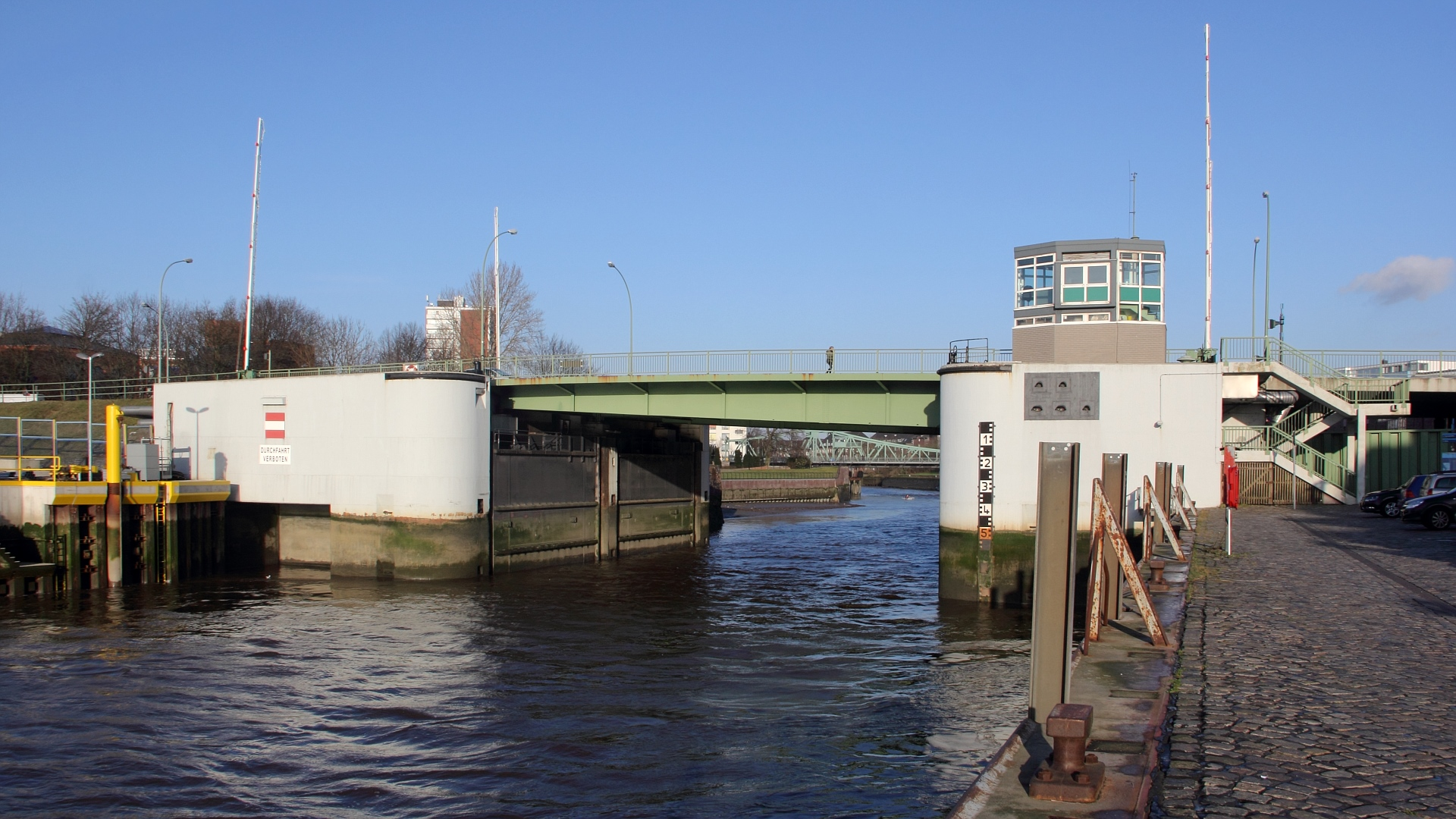
Sturmflutsperrwerk und Kennedybrücke mit Steuerstand

Das Sturmflutsperrwerk und die Kennedybrücke sind ein kombiniertes Wasserbauwerk in Bremerhaven. Das Sperrwerk an der Geeste schützt die Stadt vor Überschwemmung durch Sturmfluten. Die Klappbrücke führt eine sechsspurige Straße darüber hinweg.

## Sperrwerk

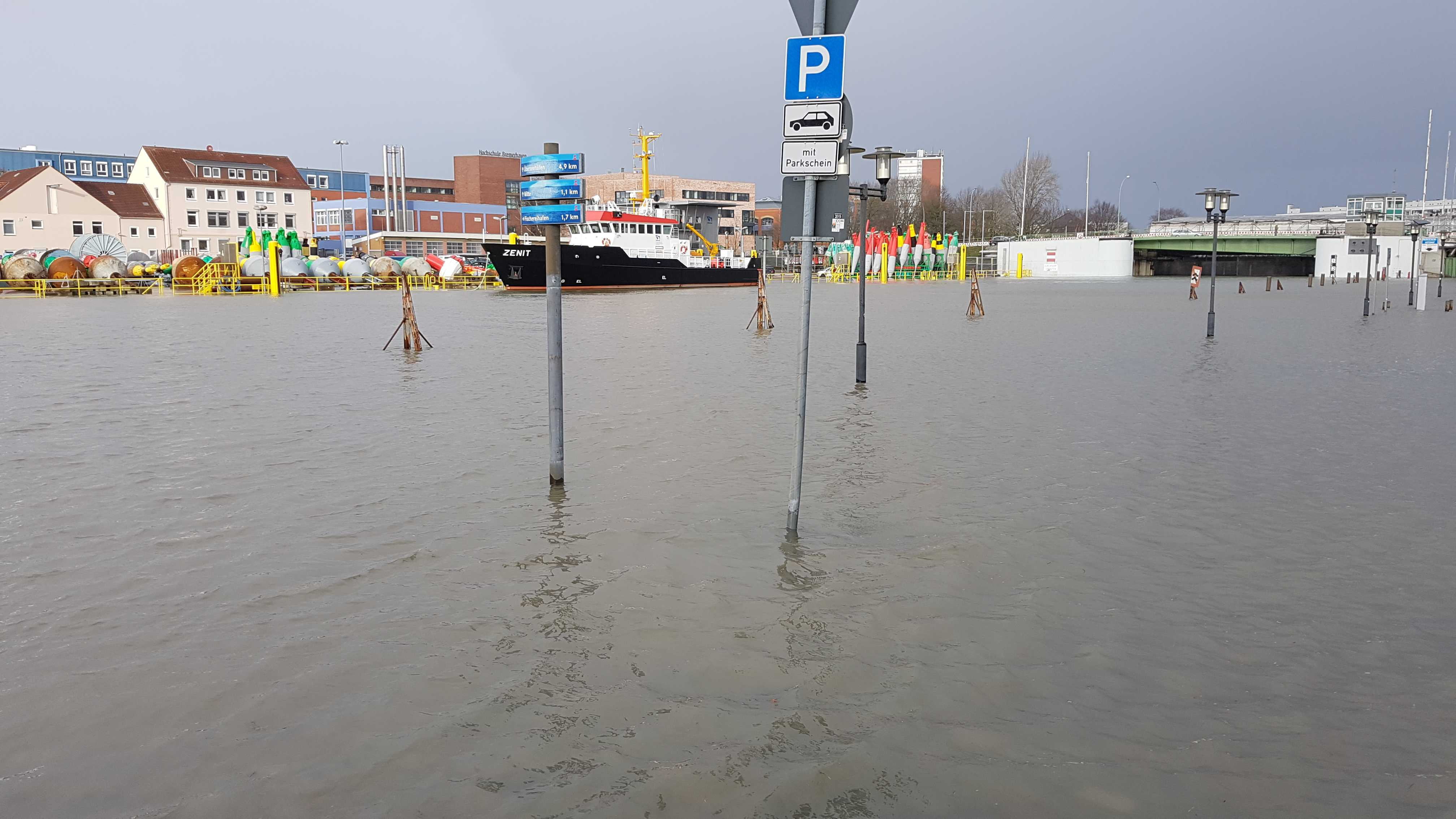
Sturmflut in der Geestemündung vor dem geschlossenen Sperrwerk (2018)

Angesichts der massiven Sturmfluten in den Niederlanden in den 1950er Jahren und den auch in der Weser immer höher auflaufenden Sturmfluten begannen am 1. März 1958 die Bauarbeiten für das Sturmflutsperrwerk an der Geeste. Nach dreijähriger Bauzeit wurde es am 27. September 1961 eingeweiht. Es ist etwa 650 m von der Mündung in die Weser entfernt.
Die Geeste kann hier durch zwei hintereinander liegende Stemmtorpaare gegen Sturmfluten abgesperrt werden. Die Tore reichen von der Sohle 6 m unter Normalnull (NN) bis in eine Höhe von 7,5 m über NN. Die geschlossenen Tore verhindern die Überschwemmung weiter Teile der Stadt und der Geesteniederung. Die Tore werden üblicherweise bei erwarteten Wasserständen ab 1 m über mittlerem Hochwasser geschlossen. Das Sperrwerk bietet der Schifffahrt eine 24 m breite Durchfahrt. Diese Breite wurde benötigt, um den früher weiter oberhalb gelegenen Werften die Verholung ihrer Schiffsneubauten an die Weser zu ermöglichen.
Bereits fünf Monate nach der Einweihung verhinderte das Sperrwerk die größte Katastrophe in der Geschichte Bremerhavens. Bei der für Norddeutschland verheerenden Sturmflut 1962 stürmte es am Abend des 16. Februar mit Beaufort 10. Der Wasserstand betrug 5,85 m über Normalnull. Ohne die Deiche und das Sperrwerk wären 80 % des Stadtgebietes überflutet worden und hätte die Bürgermeister-Smidt-Straße 2,85 m unter Wasser stehen lassen.
Im Zuge der Deicherhöhungen infolge des Klimawandels soll ein neues Sperrwerk gebaut werden. Bei der berechneten Erhöhung des Wasserstandes durch die Erderwärmung wurden die Deiche bereits auf 8,4 m erhöht. Eine Erhöhung des Sperrwerks auf diese Höhe ist aufgrund der baulichen Gegebenheiten nicht möglich. Zur Verkürzung der Deichlinie soll der Neubau näher an der Geestemündung entstehen, geplant ist ein Bau zwischen der Weserfähre und den Weserterrasen. Das Land Bremen hat bremenports mit der Durchführung des Bauvorhabens betraut. Mit der Fertigstellung wird nicht vor 2033 zu rechnen sein.

## Brücke

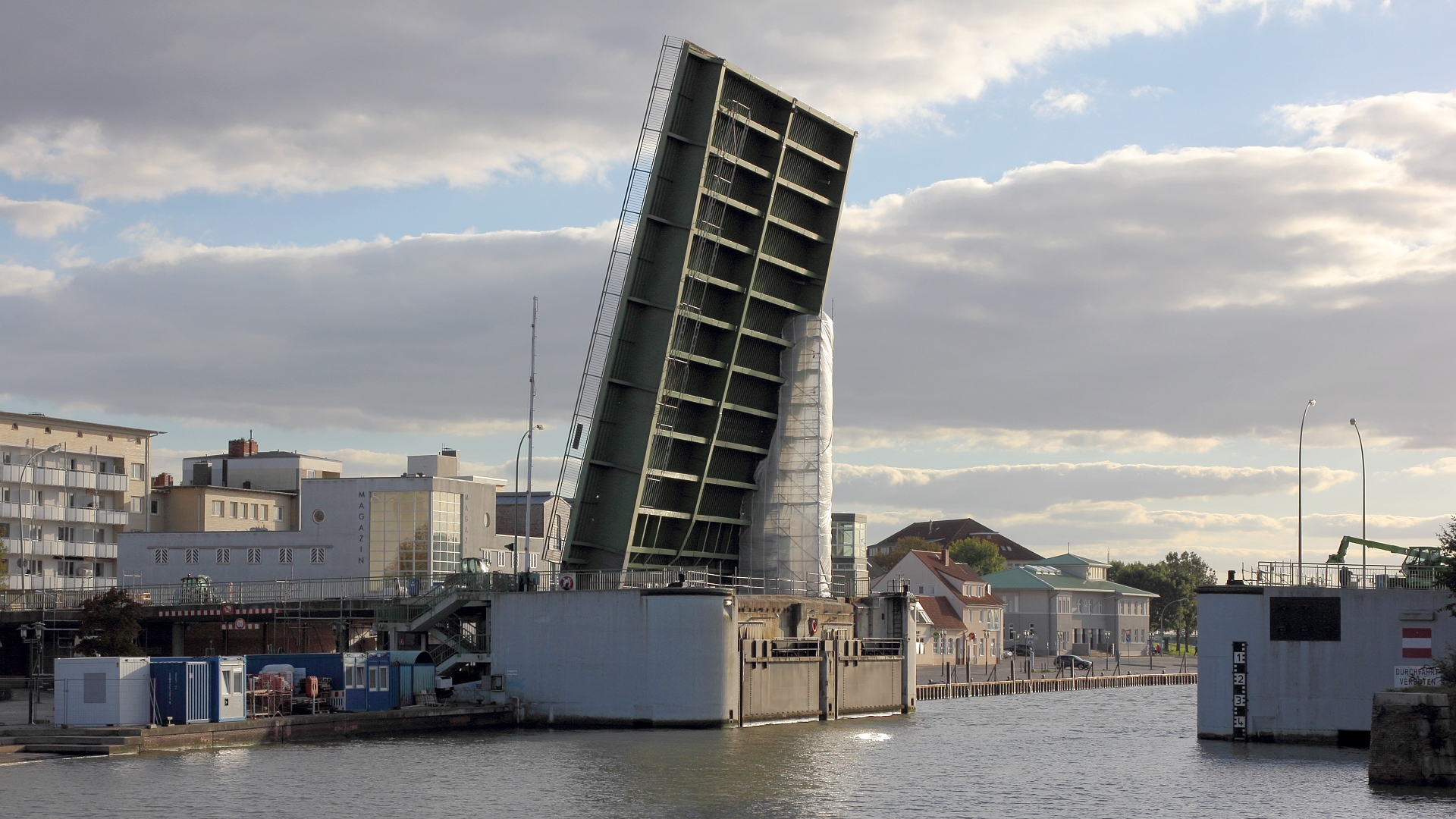
Geöffnete Kennedybrücke während Erhaltungsarbeiten (2018)

Der Bau der Klappbrücke erfolgte in den Jahren 1960 und 1961. Sie wurde allerdings erst am 11. April 1963 dem Verkehr übergeben. Die Brücke überquert die Geeste und die an ihrem Südostufer entlang führende Straße An der Geeste. Nach der Ermordung des amerikanischen Präsidenten John F. Kennedy am 22. November 1963 erhielt sie am 30. Januar 1964 den Namen Kennedybrücke.
Die Kennedybrücke ist eine einflügelige Klappbrücke, die bis  Beaufort 9 elektro-mechanisch geöffnet werden kann. Die Gegengewichte befinden sich in einem Brückenkeller unter dem Straßenniveau. Die Brückenklappe hat eine Länge von 29,3 m, eine Breite von 28,4 m und verfügt über sechs Fahrspuren sowie beidseitige Fußwege. Sie ist auf dem südlichen Brückenpfeiler montiert. Hier befindet sich auch ein Steuerstand für Brücke und Sperrwerk.
Etwa 230 m flussaufwärts befindet sich die Alte Geestebrücke von 1904. Mit der Eröffnung der Kennedybrücke wurde die Alte Geestebrücke (und die Innenstadt) von Kraftfahrzeugverkehr entlastet. Der vom Elbinger Platz über die Kennedybrücke kommende Verkehr wurde zunächst in die zweispurige Straße Am Alten Hafen geleitet bis 1967 die Columbusstraße mit einem adäquaten Straßenquerschnitt auf dem zugeschütteten Teil des Alten Hafens dem Verkehr übergeben werden konnte. Damit waren auch die Voraussetzungen für eine Umwandlung der Bürgermeister-Smidt-Straße in eine Fußgängerzone zwischen dem Theodor-Heuss-Platz und der Lloydstraße gegeben, die Ende der 1970er Jahre erfolgte. Über die Brücke fahren die Bus-Linien 440, 508, 509, HL und S.